# Ponte romano sul rio Puni
Il Ponte romano sul rio Puni è situato presso Malles nell'alta Val Venosta, una delle ultime località altoatesine prima del confine con la Svizzera. Ne sopravvivono pochi resti vicino al corso del rio Puni o Punibach in dialetto tedesco. Si pensa che il ponte fosse originariamente posto sul tracciato della Via Claudia Augusta.

## Descrizione
I resti del ponte si trovano 300 m a nord-est di Màlles, lungo la strada che porta alla cittadina di Planol, risalendo dal rio Puni. La lunghezza del ponte è di circa 7 m complessivamente, mentre la larghezza è di circa 3,80 m. È composto da una unica arcata a tutto sesto. Il materiale di costruzione è pietra tagliata in cunei piuttosto irregolari posti in opera con malta.
Secondo alcuni rilievi fatti nel secolo scorso, sono numerose le somiglianze tecniche con la porta praetoria di Ratisbona, tranne che per l'assenza di malta. Come altri ponti romani, anche il ponte sul rio Puni successivamente alla sua costruzione è stato rimaneggiato numerose volte nel corso dei secoli.
Si ipotizza che il ponte sia stato ricostruito in epoca post-romana utilizzando il materiale antico (le soprastrutture infatti non sembrano essere romane). Sono quindi soltanto accertabili come romane le fondazioni del ponte.